# Ponerorchis puberula
Ponerorchis puberula är en orkidéart som först beskrevs av George King och Robert Pantling, och fick sitt nu gällande namn av Pieter Vermeulen. Ponerorchis puberula ingår i släktet Ponerorchis och familjen orkidéer. Inga underarter finns listade i Catalogue of Life.